# 박승종
박승종(朴承宗, 1562년 ~ 1623년)은 조선의 문신이다. 자는 효백(孝伯), 호는 퇴우당(退憂堂), 본관은 밀양, 시호는 숙민(肅愍)이다. 박안세(朴安世)와 황림(黃琳)의 딸이 박승종의 아버지와 어머니였다.
선조 때 문과에 급제하여 봉교·병조정랑 등을 지냈으며, 1600년 동지사로 명에 다녀왔다. 그 후 동부승지, 우부승지, 좌부승지, 예조참의, 우승지, 좌승지, 대사간, 호조참의, 부제학, 예조참판, 병조참판, 도승지, 대사헌, 지의금부사, 형조판서, 병조판서, 대제학, 판의금부사, 우찬성, 좌찬성, 우의정, 좌의정, 영의정이 되었으며, 1619년 이이첨의 무리들이 경운궁의 인목대비를 죽이려 할 때 죽음을 무릅쓰고 이들을 저지시켰다. 1623년 인조반정이 일어나기 전에 유희분과 함께 광해군에게 비밀 수사를 요청하였다. 인조반정이 일어나자 손녀가 광해군의 세자빈이 되어 그 일족이 오랫동안 권세를 누린 사실을 자책하여 아들과 함께 음독 자살했다.
그는 이이첨과 대북을 극도로 싫어하여 '대문(大門)'을 '외문(外門)'으로 부르게 하였고, 신경희의 옥사로 그를 몰아내고자 하였다. 그러나 신경희가 옥사하면서 사건이 흐지부지 하면서 끝나고 말았다.또한 그는 정인홍을 탄핵하고자 했으나, 대북이 집권하면서 끝내고 말았다. 그리고 그는 유희분이 있는 소북에 들어갔다.
그는 광해군의 중립 외교 정책을 지지하는 유일한 사람이기도 했다.
1614년(광해군 6년) 8월 27일 위성원종공신 2등(衛聖原從功臣二等)에 책록되었다.

## 가족 관계
- 조부 : 박계현(朴啓賢, 1524 ~ 1580)
  - 부친 : 박안세(朴安世, ? ~ 1618)
  - 모친 : 창원 황씨 - 황림(黃琳)의 딸
  - 장인 : 김사원(金士元, 1524 ~ ?)
  - 장모 : 한양 조씨 - 조언수(趙彦秀)의 딸
    - 부인 : 김귀희(金貴姬, 1561 ~ ?)[1]
      - 장남 : 박자흥(朴自興, 1581 ~ 1623)
      - 며느리 : 광주 이씨 - 이이첨(李爾瞻)의 딸 
        - 손녀 : 폐빈 박씨(廢嬪 朴氏, 1598 ~ 1623)

      - 차남 : 박자응(朴自凝, 1589 ~ 1645)

## 미디어에서
- 임병기 - 서궁
- 주호성 - 천둥소리
- 원석연 - 왕의 여자